# Isabella di Borbone
Isabella di Borbone (1436 – Anversa, 25 settembre 1465) fu Contessa consorte di Charolais, dal 1454 alla sua morte.

## Origine
Sia secondo lo storico e genealogista francese, Pierre de Guibours, detto Père Anselme de Sainte-Marie o più brevemente Père Anselme, nel suoHistoire généalogique et chronologique de la maison royale de France, che secondo lo scrittore e uomo politico, originario del borbonese, Simon de Coiffier de Moret, nel suo Histoire du Bourbonnais et des Bourbons qui l'ont possédé, Volume 1, Isabella era figlia femmina secondogenita del quinto duca di Borbone, il quarto duca d'Alvernia, Conte di Clermont e conte di Forez, Carlo I e della moglie, Agnese di Borgogna, che, ancora secondo Père Anselme, era figlia del conte di Nevers, Duca di Borgogna, conte di Borgogna (Franca Contea), Artois e Fiandre, Giovanni senza Paura e della moglie, Margherita, figlia del duca di Baviera-Straubing Alberto I, conte di Hainaut e di Olanda e di Margherita di Brieg.
Carlo I di Borbone, sia secondo Père Anselme, che secondo Simon de Coiffier de Moret, era il figlio primogenito del quarto Duca di Borbone, Conte di Clermont e conte di Forez, Giovanni I e della moglie, la duchessa d'Alvernia e contessa di Montpensier, Maria di Berry, che, sempre secondo Père Anselme era la figlia quartogenita del duca di Berry e d'Alvernia e conte di Poitiers e Montpensier, Giovanni di Francia (1340 † 1416) e della prima moglie Giovanna d'Armagnac (24 giugno 1346-1387).

## Biografia
La Francia era alle prese con la Guerra dei Cent'anni, il cui re inglese rivendicò il trono francese. I Borgognoni e gli Armagnacchi erano due fazioni che combattevano per il controllo del re, che era ritenuto incapace di governare. La loro rivalità si intensificò dopo il brutale assassinio di Luigi d'Orléans. Una tregua temporanea fu promessa per affrontare la crescente minaccia degli inglesi. Vedendo la giusta opportunità, Enrico V d'Inghilterra attaccò la Francia. Tuttavia, nonostante la suddetta tregua, la Borgogna non offrì truppe per aiutare gli Armagnacchi. Il nonno di Isabella, il duca di Borbone, Giovanni I, si era distinto nella battaglia di Agincourt, che si concluse con la sconfitta della Francia. In seguito, il duca di Borgogna occupò rapidamente Parigi, dichiarandosi reggente del re, costringendo il Delfino, Carlo, a fuggire a sud. Con il nord in mani inglesi e la Borgogna che governava Parigi, il Delfino propose una tregua e convocò un secondo incontro, sulla base del fatto che il primo non costituiva una garanzia di tregua. Suo padre, Carlo era tra coloro che, nel 1419, scortarono Giovanni senza Paura, duca di Borgogna all'incontro di Montereau, dove non fu siglata la pace col delfino, ma Giovanni senza Paura fu assassinato.
L'anno dopo, quando il delfino venne diseredato, e la sorella, Caterina di Francia, fu dichiarata erede del regno, suo padre, Carlo, si schierò apertamente col delfino, allontanandosi dal futuro cognato, Filippo III il Buono, nuovo duca di Borgogna.
Quando nacque Isabella, suo padre, Carlo, si era riavvicinato al cognato, Filippo, che aveva abbandonato l'alleanza con gli inglesi e aveva firmato il Trattato di Arras, del settembre 1435, che sanciva la pace tra Armagnacchi e Borgognoni.
Nel 1454, Isabella fu fidanzata a suo cugino primo (la madre di Isabella ed il padre di Carlo erano fratelli), Carlo, conte di Charolais, ed erede dei titoli del padre, per cui era stato necessario richiedere una dispensa a papa Nicola V.
Il 30 ottobre 1454, a Lilla, in Francia, come conferma la Chronique de Charles VII, roi de France. Tome 3, Isabella sposò il Conte di Charolais, Carlo, figlio ed erede del duca di Borgogna, conte di Borgogna (Franca Contea), Artois e Fiandre, Filippo III il Buono e della principessa della casa reale portoghese, Isabella; si dice che fossero molto innamorati.
Carlo era al suo secondo matrimonio, avendo sposato, in prime nozze, Caterina di Francia, nel 1439, e morta nel 1446, senza avergli dato figli.
Nel 1459 Isabella fu madrina di Gioacchino, figlio del Delfino di Francia e della sua seconda moglie, Carlotta di Savoia. Dopo la sua successione al trono di Francia, il Delfino abbandonò sua moglie in Borgogna, lasciando la giovane regina Carlotta dipendere dall'aiuto di Isabella.
Isabella morì il 25 settembre 1465 di tubercolosi. Fu sepolta nell'abbazia di Saint-Michel ad Anversa.
Con la sua morte precoce, Isabella aveva avuto poca importanza o influenza in vita, ma dopo la morte divenne un simbolo della ricchezza dei Duchi di Borgogna, ricchezza che sarebbe stata in seguito ereditata dall'unica sua figlia, Maria.
Il monumento funebre di Isabella fu eretto nella chiesa dell'abbazia di Saint-Michel ad Anversa nel 1476. Fu decorato con 24 statuette in bronzo di nobili e donne in piedi in nicchie, noti come "piangenti", con un'effigie in bronzo della stessa Isabella sormontato da esso. Durante la Beeldenstorm del 1566, i protestanti radicali distrussero immagini nelle chiese e nei monasteri cattolici. La distruzione fu giustificata dalla tesi di Calvino secondo cui tutte le immagini nelle chiese erano idolatriche e dovevano essere rimosse. Di conseguenza, la tomba di Isabella fu spogliata delle sue decorazioni e i "piangenti" scomparvero.
Tuttavia, dieci di loro furono ritrovati ad Amsterdam.
Dopo essere rimasto vedovo per la seconda volta, Carlo, nel 1467, si sposò in terze nozze, con Margherita di York, da cui non ebbe figli.

## Figli
Isabella a Carlo diede una figlia:
- Maria (13 febbraio 1457-27 marzo 1482)[11], unica erede che sposò l'arciduca Massimiliano d'Austria[16] e il suo matrimonio con un Asburgo ebbe importanti ripercussioni per secoli.

## Ascendenza
|                       |                        |                              | Genitori                      |  |  | Nonni |  |  | Bisnonni            |  |  | Trisnonni           |  |
|                       |                        |                              |                               |  |  |       |  |  | Luigi II di Borbone |  |  | Pietro I di Borbone |  |
|                       |                        |                              |                               |  |  |       |  |  | Luigi II di Borbone |  |  | Pietro I di Borbone |  |
|                       |                        | Isabella di Valois           |                               |  |  |       |  |  | Luigi II di Borbone |  |  |                     |  |
| Giovanni I di Borbone |                        |                              |                               |  |  |       |  |  | Luigi II di Borbone |  |  |                     |  |
|                       |                        | Anna di Forez                | Beraldo II delfino d'Alvernia |  |  |       |  |  |                     |  |  |                     |  |
|                       |                        | Anna di Forez                | Beraldo II delfino d'Alvernia |  |  |       |  |  |                     |  |  |                     |  |
|                       |                        | Anna di Forez                | Giovanna di Forez             |  |  |       |  |  |                     |  |  |                     |  |
| Carlo I di Borbone    |                        | Anna di Forez                |                               |  |  |       |  |  |                     |  |  |                     |  |
|                       |                        | Giovanni di Valois           | Giovanni II di Francia        |  |  |       |  |  |                     |  |  |                     |  |
|                       |                        | Giovanni di Valois           | Giovanni II di Francia        |  |  |       |  |  |                     |  |  |                     |  |
|                       |                        | Giovanni di Valois           | Bona di Lussemburgo           |  |  |       |  |  |                     |  |  |                     |  |
| Maria di Berry        |                        | Giovanni di Valois           |                               |  |  |       |  |  |                     |  |  |                     |  |
|                       |                        | Giovanna d'Armagnac          | Giovanni I d'Armagnac         |  |  |       |  |  |                     |  |  |                     |  |
|                       |                        | Giovanna d'Armagnac          | Giovanni I d'Armagnac         |  |  |       |  |  |                     |  |  |                     |  |
|                       |                        | Giovanna d'Armagnac          | Beatrice di Clermont          |  |  |       |  |  |                     |  |  |                     |  |
| Isabella di Borbone   |                        | Giovanna d'Armagnac          |                               |  |  |       |  |  |                     |  |  |                     |  |
|                       | Filippo II di Borgogna | Giovanni II di Francia       |                               |  |  |       |  |  |                     |  |  |                     |  |
|                       | Filippo II di Borgogna | Giovanni II di Francia       |                               |  |  |       |  |  |                     |  |  |                     |  |
|                       | Filippo II di Borgogna | Bona di Lussemburgo          |                               |  |  |       |  |  |                     |  |  |                     |  |
| Giovanni di Borgogna  | Filippo II di Borgogna |                              |                               |  |  |       |  |  |                     |  |  |                     |  |
|                       |                        | Margherita III delle Fiandre | Luigi II di Fiandra           |  |  |       |  |  |                     |  |  |                     |  |
|                       |                        | Margherita III delle Fiandre | Luigi II di Fiandra           |  |  |       |  |  |                     |  |  |                     |  |
|                       |                        | Margherita III delle Fiandre | Margherita di Brabante        |  |  |       |  |  |                     |  |  |                     |  |
| Agnese di Borgogna    |                        | Margherita III delle Fiandre |                               |  |  |       |  |  |                     |  |  |                     |  |
|                       |                        | Alberto I di Baviera         | Ludovico il Bavaro            |  |  |       |  |  |                     |  |  |                     |  |
|                       |                        | Alberto I di Baviera         | Ludovico il Bavaro            |  |  |       |  |  |                     |  |  |                     |  |
|                       |                        | Alberto I di Baviera         | Margherita II di Hainaut      |  |  |       |  |  |                     |  |  |                     |  |
| Margherita di Baviera |                        | Alberto I di Baviera         |                               |  |  |       |  |  |                     |  |  |                     |  |
|                       |                        | Margherita di Brieg          | Ludovico I il Giusto          |  |  |       |  |  |                     |  |  |                     |  |
|                       |                        | Margherita di Brieg          | Ludovico I il Giusto          |  |  |       |  |  |                     |  |  |                     |  |
|                       |                        | Margherita di Brieg          | Agnes di Głogów               |  |  |       |  |  |                     |  |  |                     |  |
|                       |                        | Margherita di Brieg          |                               |  |  |       |  |  |                     |  |  |                     |  |

### Fonti primarie
- (FR)  Chronique de Charles VII, roi de France. Tome 3 / par Jean Chartie

### Letteratura storiografica
- (FR)  Histoire généalogique et chronologique de la maison royale de France, tomus I.
- (FR)  #ES Histoire du Bourbonnais et des Bourbons qui l'ont possédé, Volume 1.
- (FR)  Histoire généalogique et chronologique de la maison royale de France, tomus III.